# 기시 노부스케
기시 노부스케(일본어: 岸 信介, 1896년 11월 13일 ~ 1987년 8월 7일)는 일본의 정치인으로 1957년 2월 25일부터 1958년 6월 12일까지 그리고 그때부터 1960년 7월 19일까지 제56·57대 내각총리대신을 역임했으며, 일본의 정2위 국화장을 받았다. '쇼와의 요괴(昭和の妖怪)'라는 별명으로 불리기도 했다. 아버지의 성씨는 사토(佐藤)이다.
1868년 메이지 유신을 가져오는 데 중요한 역할을 했던 조슈의 난 지도자의 증손자였던 기시는 정치와 음모의 분위기에서 자라왔다.  그의 몇몇의 직계 가족 일원들은 이후에 정부에서 중요한 직위들을 영유하였다.  기시는 명문 학교를 다니고 상공성에 사무원으로 들어가 일본에 의하여 만주국의 산업 개발에서 연루된 상급 공무원들 중의 하나가 되는 데 상승하였다.  1941년 그는 상공대신으로서 도조 내각에 가입하는 데 초청되었고 이 자격으로 제2차 세계 대전 동안 일본의 리더십의 일부였다.
기시는 전범으로서 연합국 점령부에 의하여 투옥되었으나 3년 후에 석방되었다.  1952년 그가 정계로 돌아가는 데 허용되었을 때 그는 일본민주당에 입당하여 영향력있는 지지 기반을 다졌다.  기시는 보수주의의 일본민주당과 자유당을 자유민주당으로 합병하고 일본사회당에 의한 위협에 직면하여 통합된 그들의 정치력을 지키는 것에 수단적이었다.  1957년 기시는 내각총리대신이 되었다.  그의 재직 기간은 일본의 국제 관계에서 많은 중요한 개발들을 보았다.  1960년 하지만 그와 미국이 맺은 새로운 미일안보조약으로 대중의 시위들과 정치적 반대는 그를 물러나도록 강요하였다.
그는 아베 신조 전 총리의 외조부이다.

## 초기 생애
사토 노부스케라는 본명으로 야마구치현 야마구치시의 다부세정에서 태어난 기시는 사토 히데스케와 부인 모요의 둘째 아들이었다.  원래 기시 가문에게 태어난 그의 아버지는 그들의 성을 보존하는 데 사토 가문에 의하여 입양되었으며 같은 방향에 노부스케는 큰아버지에 의하여 입양되어 기시의 성을 택하였다.  그의 생물학적 동생 사토 에이사쿠는 이후에 일본의 총리가 되었다.
사토가와 기시가는 둘다 현재 야마구치현으로 알려진 전 조슈 지역의 사무라이 후손들이었다.  기시의 증조부는 낡은 정권을 타도하고 1868년 메이지 유신에 정점을 이르렀던 새로운 국가 정부를 설립한 조슈 사무라이 사이에 운동의 지도자였다.  19세기 동안 야마구치현은 일본의 다른 지역보다 더욱 많은 내각총리대신들을 배출하였다.  기시 노부스케는 격렬한 정치적 활동의 분위기에서 자라왔다.  그의 형 사토 이치로는 해군 소장이 되었고, 결혼 생활에 의하여 삼촌인 마쓰오카 요스케는 일본의 외무대신 (1940년-1941년)이었고 동생 사토 에이사쿠는 1965년 총리가 되었다.
기시 노부스케는 일본의 가장 명성이 있는 학교들에서 교육을 받아 일본의 관료 지배층에서 자신의 경력을 보장하였다.  도쿄에서 제일고등학교로부터 영예와 함께 졸업하고, 1917년 도쿄 대학에 입학하여 보수적 국수주의 헌법 해석자 우에스기 신키치 아래 수학하였다.  1920년대 초반 동안 기시는 일본 사회의 급진적 구조 조정을 옹호했던 국수주의 사상가 기타 잇키의 작품들을 구독하였다.
기시 노부스케는 자신의 사촌이자 양부모의 딸 기시 요시코에게 결혼하였다.  부부는 아들 노부카즈와 딸 요코를 두었다.

## 정치 경력

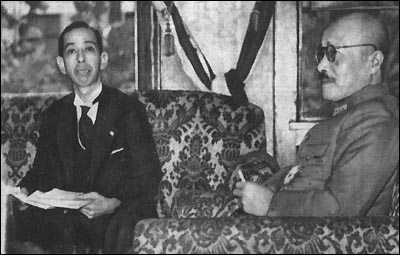
상공대신 시절 도조 히데키 총리와 함께 (1943년)

1920년 기시는 최고 영예와 함께 도쿄 대학을 졸업하고 상공성에 들어가 사무원이 되었다.  1935년 그는 일본의 새롭게 획득한 식민지 만주국의 산업 개발에 연루된 상급 공무원들 중의 하나가 되었고 관동군 참모장 도조 히데키와 가깝게 일하였다.  1941년 1월 도조가 총리가 되었을 때 그는 상공대신으로서 자신의 내각에 가입하는 데 기시를 초청하였다.  이 자격으로 기시는 제2차 세계 대전이 일어난 동안 일본의 리더십의 일부였다.
1944년까지 기시는 아무 비용에 전쟁의 수를 세는 일본의 정책에 점점 더 반대하였다.  사이판 전투에서 일본군의 패배 후, 그는 황실에서 내무대신과 몇몇의 해군 사령관들 앞에서 공개적으로 말하여 그들에게 전쟁을 끝내라고 촉구하였다.  도조 총리가 전쟁의 수를 세는 것에 주장했을 때 기시는 내각에서 자신의 직무를 사임하였으며 이후에 마저 경찰이 그의 저택으로 와서 그의 인생을 위협하였다.  7월 18일 내각의 대신들은 집단적으로 사임을 하고 도조 정부는 무너졌다.

## 전쟁 이후

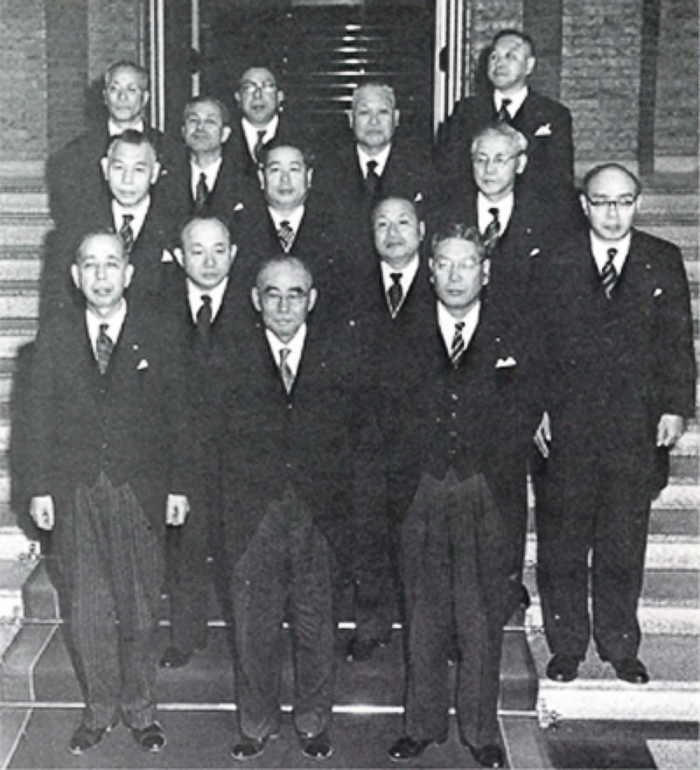
이시바시 내각에서 (앞줄 좌측이 부총리 겸 외무대신 기시)

제2차 세계 대전 후, 연합국 점령군은 기시를 체포하여 A급 전범으로서 3년 이상 투옥시켰다.  도조와 다른 내각 일원들과 달리 기시는 극동 국제 군사 재판소에 의하여 전혀 재판을 받지 않았다.  그는 스가모 형무소에서 서방 자유주의를 구독하고 반성하면서 자신의 구금 기간을 보냈고 그가 더욱 민주주의로 호의적이 되었어도 연합국 점령군의 많은 개혁들은 그를 실망시켰다.
연합국 점령부는 전시 정부의 모든 일원들을 제거하였고 따라서 기시는 몇년간 공적 생활에 들어갈 수 없었다.  1952년 숙청이 완전히 취소되었을 때 기시는 정계입문을 하기로 결정하고 새로운 일본민주당에 입당하였다.  그는 아직도 일본의 정치와 기업의 최고 수준의 사람들과 함께 영향력 있는 개인적 관계를 유지하였고 은밀한 정치의 대가로 묘사되었다.  일본의 전후 정치의 혼란 속에서 나이 많은 지도자들이 은퇴하면서 기시는 파벌 투쟁에서 상당한 무게를 지닌 당의 정치인들 중에 개인적 추종자를 확보할 수 있었다.  1954년 그는 총리대신 요시다 시게루를 축출하는 데 하토야마 이치로에게 도움을 주었다.  다음해 자유민주당을 형성하는 데 보수주의의 일본민주당과 자유당이 합병했을 때 기시는 총서기가 되고 하토야마파와 자신의 동생에 의하여 이끌어진 요시다파 사이에 중재자로서 활동하였다.
1956년 기시는 부총리 겸 외무대신으로서 이시바시 내각에 가입하였다.  이시바시 단잔 총리의 건강 악화가 그의 사임으로 강요했을 때 기시는 총리대신으로서 투표되었다.

## 상호 협력 조약

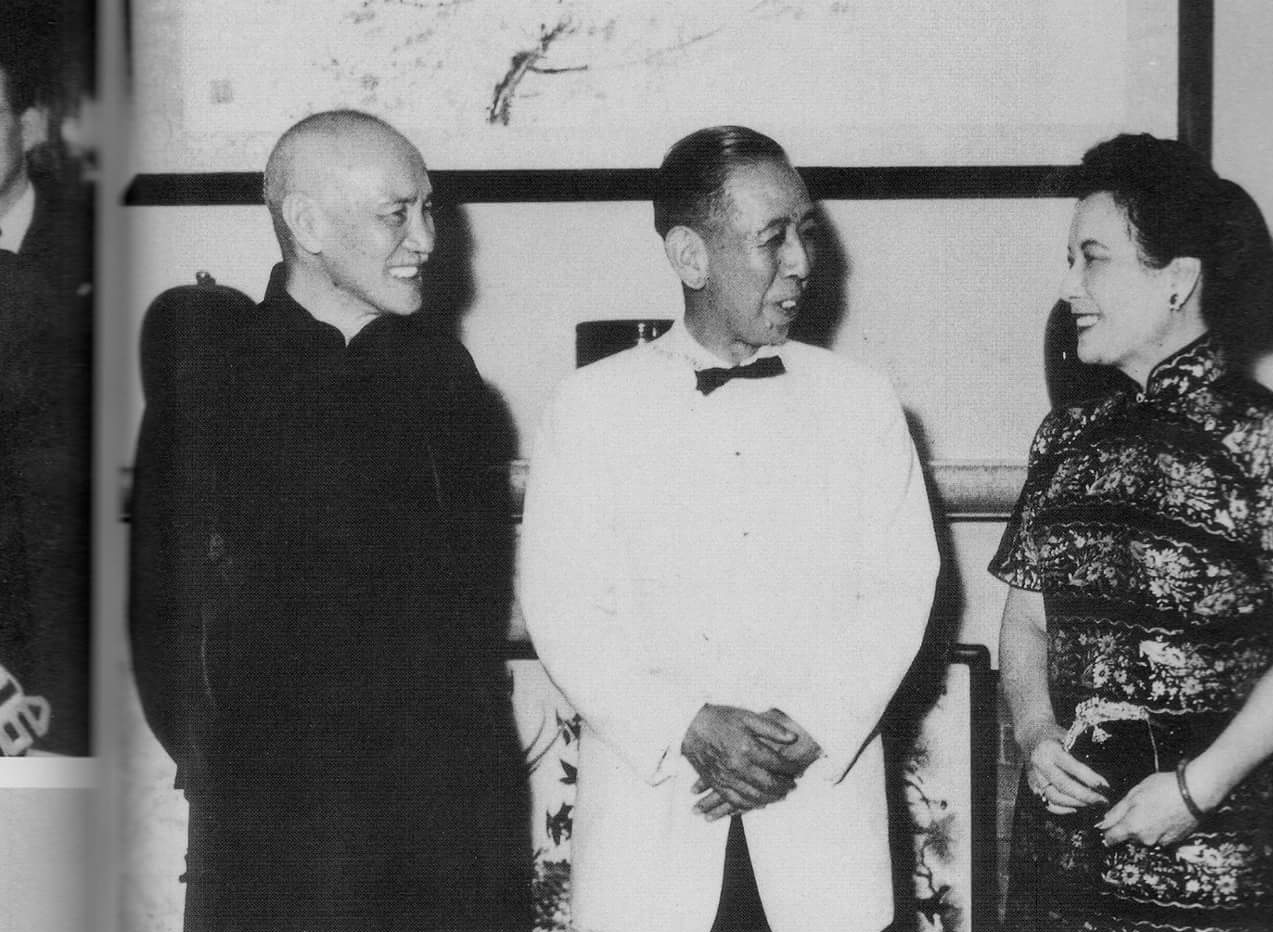
장제스와 그의 부인 쑹메이링 여사와 함께 (1957년)

내각총리대신으로서 기시의 첫해에 일본은 유엔 안전 보장 이사회에 가입하였고, 인도네시아에게 배상금을 지불하였고, 오스트레일리아와 새로운 무역 조약을 체결하였으며 체코슬로바키아와 폴란드와 평화 조약들을 맺었다.  하지만 기시의 총리 기간의 주요 문제는 일본의 미국과의 관계였다.  1951년 연합국 점령의 마지막 몇달 동안 양국에 의하여 맺어진 안정보장조약은 일본을 미군이 일본의 국가 안정을 보호하는 것에 의존하도록 만들었다.  조약은 미국에 "일본에 무장 공격을 억제하기" 위해서만이 아닌 일본에서 군대를 주둔시키는 원리를 주었으나 또한 만약 필요하다면 대규모 내부 폭동과 혼란을 진압하기 위해서였다.  1957년까지 일본의 자부심이 증가하면서 조약에 반대가 자라나고 있었다.  일본은 자신들이 동아시아의 냉전 정치에 자신도 모르게 연루되어있고 미군들의 존재가 그들이 주권에 침입했던 것 같이 느껴졌다.  일본에게  세계 정치에서 더욱 위대한 존재를 줄 제한들이 강화되면서 보수주의자들이 미국과 관계를 지속하는 것을 지지했던 동안 사회주의자들은 조약을 폐지하기를 원했다.
그해 6월 기시는 워싱턴 D. C.를 방문하여 한해 안에 미국의 군대를 철수시키고 새로운 상호방위조약을 협상하는 약속을 추출하였다.  외교적 협상들은 이듬해 시작되었다.  1959년 기시는 아르헨티나 부에노스아이레스를 방문하였다. 그해 11월 기시는 미일안보조약의 개편된 확장을 위하여 일본 국회로 자신의 제안들을 제공하였다.  토론이 종료되고 투표가 일본 국회에서 야당 없이 투표가 이루어진 후, 시위자들은 국회의사당의 계단에 나가타초에서 경찰과 충돌하였다.

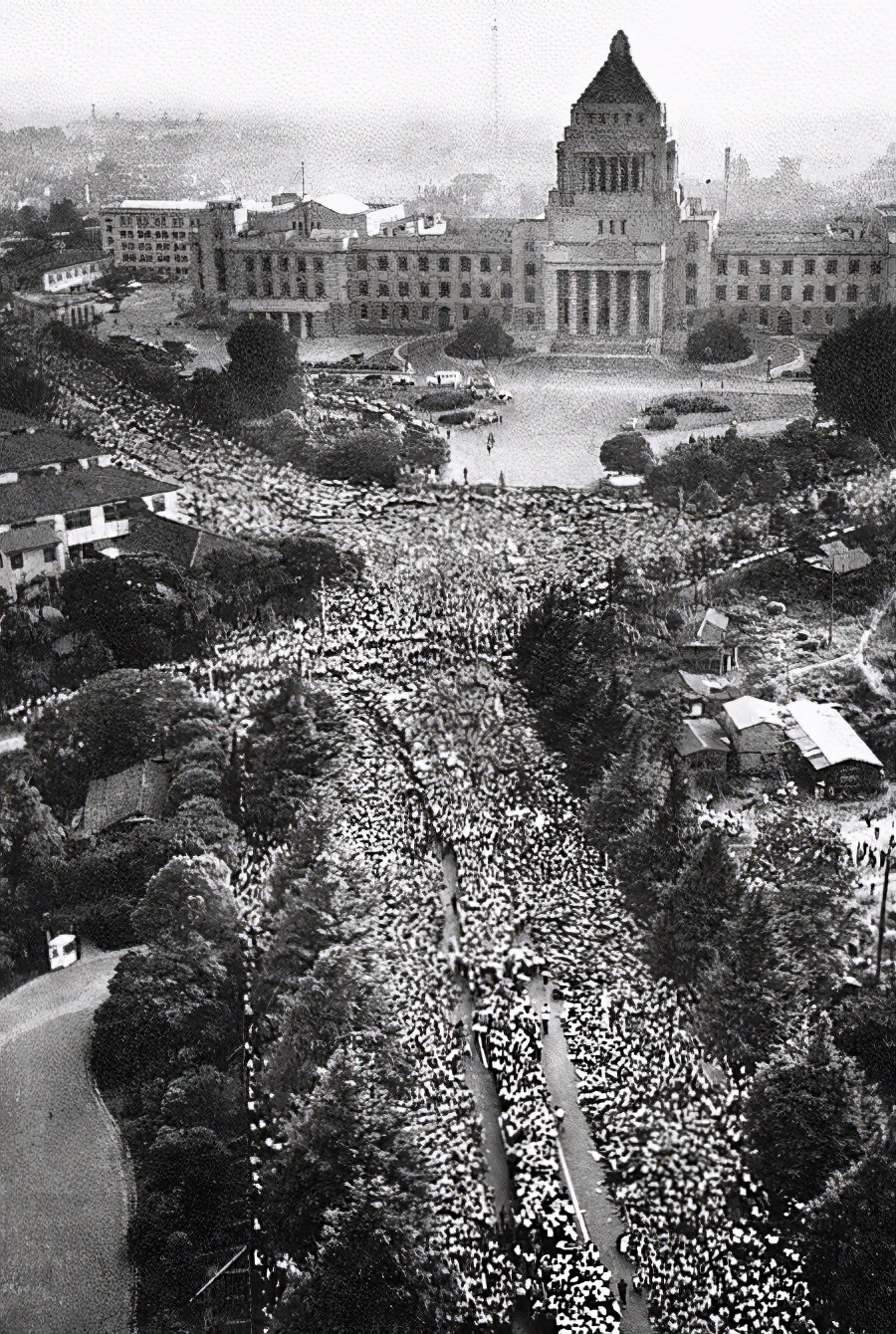
미일안보조약에 항의하는 데 일어난 안보 투쟁 (1960년 6월 18일)

1960년 1월 기시는 조약을 맺는 데 다시 한번 워싱턴 D. C.로 날아갔다.  새로운 조약은 상호 협의 및 의무를 강조하였고 예전의 조약으로부터 공격적인 언어 중에 일부를 삭제하여 등변 기준으로 일본과 미국 사이에 관계를 놓는 데 나타났다.  기시는 상호 협력 조약을 외교적 승리로 여겼고 그것이 자유민주당에서 자신의 직위를 통합하는 도움을 주는 데 희망하였다.  하지만 국회에서 비준에 토론이 시작되었을 때 갈등하는 파벌 간의 긴장이 심화되어 그의 지지를 훼손하였다.  국회의사당 외부에서 학생 단체, 사회주의자, 공산주의자, 노동 지도자와 지식인들이 반대에 동참하여 국가가 전쟁 이전의 세월 이래 경험했던 거대한 정치적 혼란을 창조하였다.  5월 경찰이 좌식 시위를 벌였던 일본사회당의 당원들을 제거하는 데 국회에 들어간 후, 기시는 활기찬 늦은 밤 회의 중에 중의원을 통하여 찬성의 투표를 강요하였다.  이 기동은 조약으로 대중의 반대를 강화하였고 국회와 총리의 공식 관저 앞에서 대중적 시위들은 증가하였다.  
6월 자신이 공항으로 가는 길에 백악관 대변인 제임스 해거티는 시위자들에 의하여 자신의 차량 안에서 포위당했고 군사 헬리콥터에 의하여 대피해야 했다.  자신의 부끄러움으로 기시는 전혀 일어나지 않았던 드와이트 D. 아이젠하워 대통령의 계획된 방문을 연기해 달라고 요청해야 했다.  6월 23일 조약에 대중의 분노가 커지는 가운데 기시는 사임을 하고 이케다 하야토가 총리대신이 되었다.  곧 후에 기시는 자신의 후임자를 위한 잔치에 참석한 동안 우익의 광신자에 의하여 칼에 찔렸으나 상처는 심각하지 않았다.
자신의 사임 후 몇달간 기시는 지속적으로 무대 뒤에서 자신의 영향력을 행사하였다.  그는 자유민주당의 활동적인 당원으로 남아있어 자신의 가족과 함께 도쿄에 살았으며 다양한 문화 이벤트와 문학 프로젝트들에 참여하였다.  1987년 8월 7일 도쿄에서 90세의 나이로 사망하였다.
1979년 기시는 사사카와 료이치와 함께 유엔 평화상이 수여되었다.  
기시의 활동들은 일본 정치 역사상 가장 성공적인 자금세탁 작전을 처음 만든 것으로 묘사되었다.

## 기시와 자유민주당
기시는 단 하나의 정당 자유민주당이 일본 정치에서 지배적으로 남았있었던 동안에 확장된 기간 "1955년 시스템"의 창시에서 주요 역할을 한 공로로 인정을 받았다.  1950년대 후반 동안 기시는 일본사회당의 인지된 위협에 보수주의 정치 파벌들을 통합하는 데 중요한 역할을 했다.
1947년 사회주의자 가타야마 데쓰가 총리로 선출되었고 일본사회당은 일본 국회의 다수를 얻었다.  1948년 당 안에서 일어난 마르크스주의 반항 때문에 정부는 무너졌고 1951년 일본사회당은 온건적 사회민주주의자들로 이루어진 우익 사회당과 마르크스주의 사회주의자들로 이루어진 좌익 사회당으로 갈라졌다.  1955년 양쪽은 화해하고 합병되어 일본사회당은 다시 태어났다.  반대하더라도 통합된 일본사회당은 1955년 자유당원과 민주당원들이 보수주의 자유민주당을 형성하는 데 합병됐을 때까지 국가에서 잠시 가장 큰 정당이 되었다.  
일본사회당은 소비에트 연방, 중화인민공화국과 동구권과 동정하였다.  일본사회당의 당수들은 자주 소비에트 연방과 중화인민공화국을 방문하였다.
총리직을 떠난 후에 마저 기시는 일본사회당이 조선민주주의인민공화국을 지지한 동안 일본과 대한민국 사이의 외교 관계 회복을 강하게 흥행하였다.
일본과 미국 사이에 1951년 안보 조약 개정에 관한 양자 회담이 1959년에 시작되어 1960년 1월 19일 양국간 상호 협력 및 안전 보장 조약이 워싱턴 D. C.에서 체결되었다.  반미주의였던 일본사회당은 새로운 조약이 일본을 미국의 편에 냉전으로 들어갈 것을 강요하여 일본의 군국화에 결과를 가져올 것을 암시한 큰 규모의 홍보 캠페인을 지휘하였다.  조약이 2월 5일 비준을 위하여 일본 국회로 제출되었을 때 그것은 그 통과를 막는 데 좌익의 야당에 의하여 전력을 다한 폭력의 계기가 되었다.  5월 20일 그것이 결국 중의원에 의하여 찬성되었을 때 일본사회당의 대리인들은 중의원 회의에 불참하였고 회의실로 들어가는 것으로부터 자유민주당 대리인들을 막으려고 했으며 그들은 경찰에 의하여 강제로 제거되었다.

## 가족
- 친동생: 사토 에이사쿠
- 사위: 아베 신타로
- 외손자 : 아베 신조

## 같이 보기
- 제1차 기시 내각
- 제1차 기시 내각 개조내각
- 제2차 기시 내각
- 제2차 기시 내각 개조내각
- 일본의 총리
- 사토 에이사쿠
- 아베 신조
- 미일안보조약
- 안보투쟁